# Црноноги твор
Црноноги твор или северноамерички црноноги твор (лат. Mustela nigripes) је врста из породице куна (Mustelidae) и рода ласица, која насељава северноамеричке прерије. Био је на ивици изумирања. 

## Опис
Црноноги твор је дугачак 45-55 цм, са репом од 15 цм. Тежина му износи око 1 кг. Углавном је смеђе-жућкаст, док су му ноге, врх репа и маска на лицу црне боје.

## Начин живота
Ноћна је животиња и претежно лови преријско куче на спавању. Један твор годишње поједе око 100 ових животиња, тако да не може да опстане без приступа њиховим великим колонијама. Такође, његов јеловник чине мишеви, други мањи сисари, инсекти и птице.
Око 99% времена проводи под земљом, у јазбинама и ходницима преријског кучета. Паре се током марта и априла. Женка рађа од 1 до 7 младунаца, обично 3-4.

## Очување врсте
Црноноги твор није никад био бројна врста. Драстично опадање популације је почело услед уништења станишта, односно преоравања прерија и наглог смањења бројности преријског кучета (због губитка станишта и тровања), његове главне хране. У Канади је нестао из дивљине још 1937. године. Задња популација из дивљине у САД, од 130 јединки, пронађена је код Мититсија у Вајомингу 1981. Заразна болест их је до 1986. свела на само 18 јединки, тако да су те године пренесене у заточеништво, ради очувања врсте. Тада је укупно са њима, у заточеништву постојало 50 примерака. После умножавања у заточеништву, почело је њихово пуштање у дивљину, почевши од Вајоминга 1991. године. Насељени су и у друге делове САД, Канаду и Мексико.